# Franja Triásica del Tossal Redó II
La Franja Triásica del Tossal Redó II, también conocida localmente como el Acantilado Rojo, es un pequeño afloramiento geológico en la base occidental del cerro Tossal Redó II, en la partida de Tossal Redó, Muchamiel, Alicante, España. Esta formación también recibe el nombre de mancha triásica por su estrechez y aislamiento litológico respecto a las rocas circundantes.

## Geología
La franja está formada por margas de color rojizo, ricas en cristales de cuarzo bipiramidado, también conocido como Jacinto de Compostela. Este conjunto sedimentario contrasta visualmente con las calizas margosas y micáceas de tonalidad verdosa y grisácea que lo rodean, correspondientes a materiales del Cretácico inferior.
Se estima que estas margas fueron depositadas durante el Triásico medio o Triásico superior, hace entre 200 y 230 millones de años, en un entorno continental árido con fuerte evaporación, probablemente en zonas endorreicas sin conexión marina. La presencia de yeso evidencia condiciones de alta salinidad y escasa circulación hidrológica.
El afloramiento aparece como una unidad aislada e inclinada, probablemente debido a procesos tectónicos posteriores, y se encuentra parcialmente encajada en estratos más modernos del Cretácico.

## Hidrología y ecología
En el fondo del barranco donde aflora esta unidad geológica se forma un pequeño humedal natural, donde crece una densa vegetación de cañaveral. Esta vegetación se mantiene activa incluso en épocas secas gracias a la humedad aportada por el acuífero del vecino Tossal Redó I, que actúa como zona de recarga hídrica. El agua infiltrada en ese cerro fluye subterráneamente hacia el Tossal Redó II y aflora al entrar en contacto con las margas, que actúan como barrera impermeable.

## Usos históricos y patrimonio
En las inmediaciones del afloramiento se conservan restos de construcciones antiguas realizadas con ladrillo cerámico tradicional. Aunque no existen evidencias directas de explotación por parte de las Minas del Sabinar en la franja, se ha especulado con su posible uso histórico para la recolección de materiales como el ocre o yeso, utilizados tradicionalmente como pigmentos o en la fabricación de morteros.